# Жебри-Великі
Жебри-Великі (пол. Żebry Wielkie) — село в Польщі, у гміні Клюково Високомазовецького повіту Підляського воєводства.
Населення — 89 осіб (2011).
У 1975-1998 роках село належало до Ломжинського воєводства.

## Демографія
Демографічна структура станом на 31 березня 2011 року:
|          | Загалом | Допрацездатний вік | Працездатний вік | Постпрацездатний вік |
| -------- | ------- | ------------------ | ---------------- | -------------------- |
| Чоловіки | 54      | 15                 | 28               | 11                   |
| Жінки    | 35      | 4                  | 20               | 11                   |
| Разом    | 89      | 19                 | 48               | 22                   |